# Banque internationale à Luxembourg

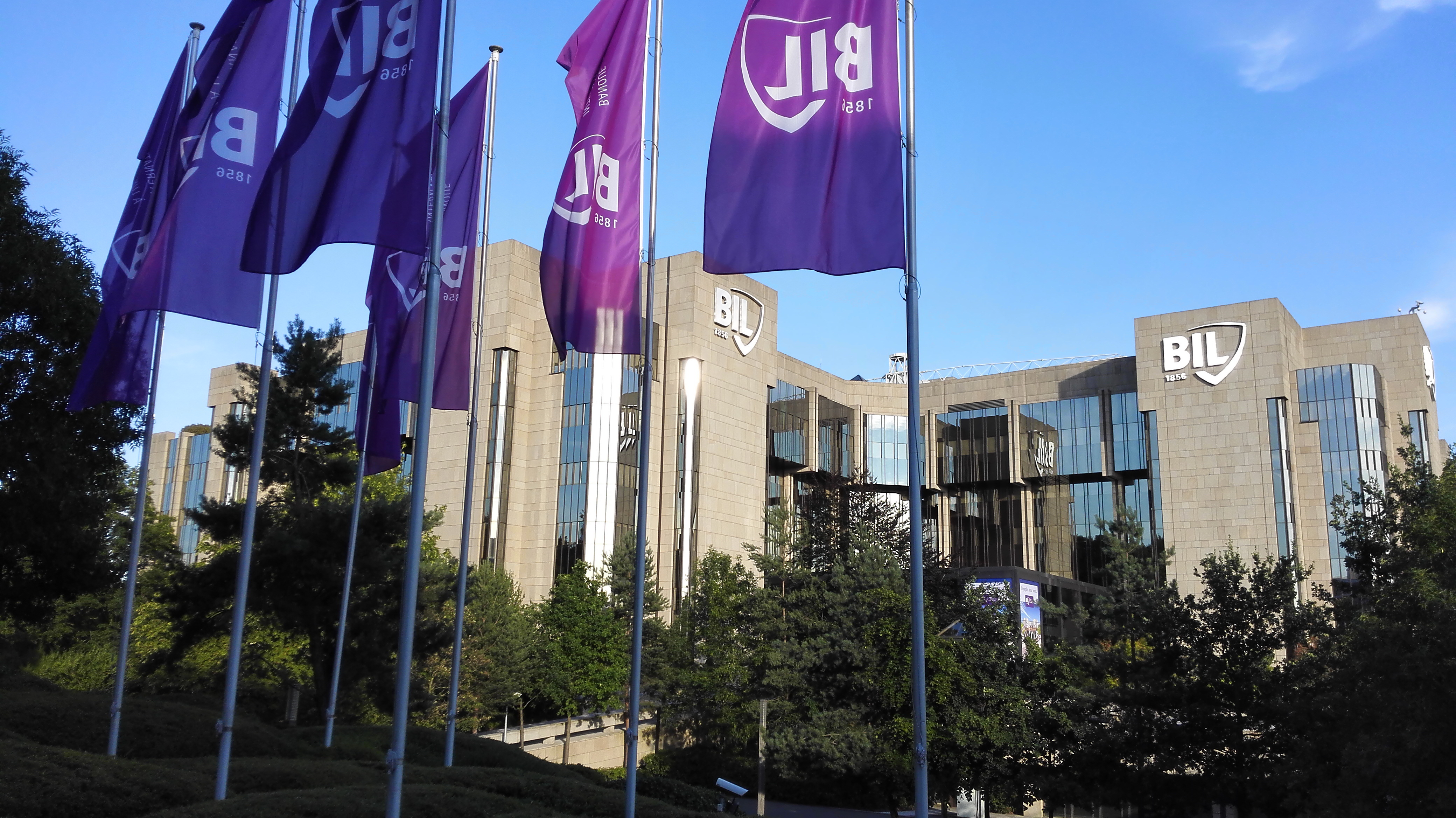
Sitz der BIL in Luxemburg (Stadt)

Die Banque Internationale à Luxembourg SA, abgekürzt BIL, ist eine Universalbank mit Sitz in Luxemburg. Gegründet wurde sie 1856 als erste Bank Luxemburgs. Heute ist sie im Privat- und Firmenkundengeschäft, im Private Banking sowie an den Finanzmärkten tätig. Mit knapp 2000 Mitarbeitern ist die BIL in Luxemburg, in der Schweiz und in China vertreten.

## Geschichte
Die BIL war die erste Bank in Form einer Aktiengesellschaft in Luxemburg. Gegründet wurde sie 1856 zur Finanzierung der Eisenbahn und der Stahlindustrie in einem damals noch reinen Agrarland. Im selben Jahr begab sie die erste luxemburgische Banknote und verfügte über dieses Recht bis zur Einführung der Einheitswährung.
Die Geschichte von Luxemburg und der BIL sind eng miteinander verknüpft. 1929 beteiligte sich die Bank an der Gründung der Luxemburger Börse. Im Laufe der Jahre kamen diverse Beteiligungen bei anderen namhaften luxemburgischen Unternehmen hinzu, unter anderem bei der Rundfunkanstalt Compagnie Luxembourgeoise de Télédiffusion (inzwischen RTL Group) oder bei Luxair. Im Juli 1963 führte die BIL als Notierungsstelle die erste Euro-Anleihe an der Luxemburger Börse ein.
1970 zählte die BIL zu den Gründungsmitgliedern der CEDEL, einer internationalen Clearingstelle, die inzwischen in Clearstream International aufgegangen ist. 1985 eröffnete die BIL eine Privatbank-Zweigniederlassung in der Schweiz. 1989 folgte die Eröffnung einer Privatbank-Niederlassung in Singapur.
1991 wurde die Crédit Communal de Belgique Mehrheitsaktionär der BIL. 1996 führte die Fusion des Crédit Local de France mit dem Crédit Communal de Belgique zur Gründung der gesamteuropäischen Bankengruppe Dexia. Im Jahr 2000 wurde die BIL zur Dexia Banque Internationale à Luxembourg. 2002 eröffnete die BIL eine Privatbank-Niederlassung in Dänemark. 2005 folgte die Eröffnung einer Privatbank-Niederlassung in Bahrain. 2006 feierte die BIL ihren 150. Geburtstag. Precision Capital und das Großherzogtum Luxemburg wurden 2012 die neuen Aktionäre der BIL. Die Bankenholding Precision Capital war bis 2017 im Besitz der Familie des katarischen Scheichs Hamad ibn Dschasim ibn Dschabir Al Thani.
Im September 2017 erwarb Legend Holdings, der Eigentümer des chinesischen Computer- und Smartphone-Herstellers Lenovo, den 90-prozentigen Firmenanteil, den Katar besaß, für 1,48 Milliarden Euro. Der Restanteil verbleibt dem Großherzogtum Luxemburg.

## Die BIL und die Dexia-Gruppe
Im Jahr 2000 wurde die BIL Dexia Banque Internationale à Luxembourg eine Tochtergesellschaft der Dexia-Gruppe, die wiederum im Jahr 1996 aus der Fusion von Crédit Local de France und Crédit Communal de Belgique hervorgegangen ist. Bereits 1991 wurde Crédit Communal de Belgique Mehrheitsaktionär der BIL.
Aufgrund der Verschlechterung des makroökonomischen Umfelds sowie geschwächt durch eine unausgewogene Bilanzstruktur trifft das Versiegen der Liquidität am Interbankenmarkt die Dexia-Gruppe im Herbst 2008 mit voller Wucht. Mit Hilfe der Staaten Belgien, Frankreich und Luxemburg setzt die Gruppe einen von der Europäischen Kommission genehmigten Restrukturierungsplan um, der eine Refokussierung der Aktivitäten auf die traditionellen Geschäftsfelder, eine Verminderung des Risikoprofils und eine ausgeglichene Bilanzstruktur zum Ziel hat.
Im Herbst 2011 wird diesmal unter dem Eindruck der Staatsschuldenkrise die Bonität der Gruppe herabgestuft. Angesichts der erneut angespannten Liquiditätslage stellt die Gruppe einen neuen Restrukturierungsplan vor, der auf folgenden beiden Eckpfeilern beruht:
- Veräußerung der verkaufsfähigen Tochtergesellschaften der Gruppe;
- geordneter Abbau von Vermögenswerten der verbleibenden Aktiva, wobei das Fortbestehen der Gruppe durch eine Refinanzierungsgarantie Belgiens, Frankreichs und Luxemburgs sichergestellt wird.

Am 20. Dezember 2011 geben Precision Capital, eine Aktiengesellschaft nach luxemburgischem Recht (société anonyme), die Beteiligungen an Bankinstituten hält, und das Großherzogtum Luxemburg die Unterzeichnung einer Absichtserklärung bezüglich der Übernahme einer Beteiligung an der zur Dexia-Gruppe gehörenden Dexia BIL in Höhe von 99,906 Prozent durch Precision Capital und das Großherzogtum Luxemburg bekannt. Die Übernahme wird am 5. Oktober 2012 abgeschlossen.

## Strategischer Weiterentwicklungsplan 2015
Am 26. April 2013 gab die BIL einen strategischen Weiterentwicklungsplan bis 2015 bekannt. Zwischen 2013 und 2015 setzt die Bank auf einen langfristigen Gewinnzuwachs in Luxemburg und einigen strategischen internationalen Zielmärkten.
Im Rahmen dieses Plans bemüht sich die Bank durch eine Reihe strategischer Entscheidungen aktiv um eine Ausweitung und Stärkung ihrer geographischen Präsenz rund um den Globus und in Luxemburg:
- Auf dem belgischen Markt wird im August 2013 eine Zweigniederlassung in Brüssel[10] eröffnet. Sie wird sich vor allem um Privatkunden mit Wohnsitz in Belgien kümmern, aber auch Independent Financial Advisers und Family Offices bedienen.
- Im Rahmen ihrer Aktivitäten aufgrund der AIFM-Richtlinie (die Manager alternativer Investmentfonds reguliert) hat die BIL in Luxemburg die Tochtergesellschaft BIL Manage Invest SA gegründet. Dabei handelt es sich um eine eigenständige Verwaltungsgesellschaft, die für eigene und fremde Rechnung handelt.
- In Südostasien beabsichtigt die BIL vor allem durch ein zielgerichtetes Angebot für High Net Worth Individuals ihre Präsenz in Singapur auszubauen.
- In Luxemburg wurden die Öffnungszeiten der Geschäftsstellen verlängert. Gleichzeitig wird weiter in neue Technologien investiert, allen voran durch ein umfassendes Mobile Banking Angebot („BILnet mobile“), Online-Banking-Dienstleistungen sowie ein landesweites Cash-Recycler-Netz, das im gesamten Land Bareinzahlungen ermöglicht.

## Die BIL heute
Am 1. September 2017 gab Legend Holdings den Erwerb des 89,936-prozentigen Firmenanteils von Precision Capital bekannt. Das Großherzogtum Luxemburg hält den Restanteil der BIL. In Luxemburg verfügt die Bank über rund 40 Geschäftsstellen. Auf internationaler Ebene hält die BIL Dienstleistungen in den Bereichen Private Banking und Wealth Management bereit, um vermögende Kunden bei der  Vermögensplanung sowie durch maßgeschneiderte Investmentlösungen zu unterstützen. Die Finanzmarktsparte stützt sich auf Handelsräume in Luxemburg und Zürich. Die Ratingagentur Standard & Poor’s hat der BIL die Note „A−“ verliehen.